# Piper arboreum
El platanillo de Cuba o parí paroba (Piper arboreum)  es un arbusto perenne de la familia de la pimienta (piperácea).

## Descripción
Son árboles pequeños, que alcanzan un tamaño de 1–5 m de alto,  profusamente ramificados; tallos verde nítidos, entrenudos 2.5–4 cm de largo, teretes o estriados, inconspicuamente pelúcido-punteados, puberulentos, papilados, glabrescentes. Hojas uniformes en forma y tamaño en todos los ejes, levemente asimétricas, elíptico-ovadas a elíptico-lanceoladas u oblongas,  ápice acuminado. Inflorescencias erectas en todos los estadios, blancas en la antesis, verdes en fruto, pedúnculo 5–10 mm de largo, glabro, raquis 7–20 cm de largo, glabro, brácteas florales triangulares o deltoides, 0.2 mm de ancho, densamente fimbriadas, glabras dorsalmente, flores densamente agrupadas en el raquis formando bandas alrededor de la espiga, sésiles; estambres 4, filamentos tan largos como las anteras, éstas con dehiscencia oblicua, conectivo discreto y eglandular; pistilo oblongo con 3 estigmas sésiles. Frutos oblongos, 0.6–0.8 mm de largo, apicalmente truncados u obtusos, papilados, negros cuando secos.

## Distribución y hábitat
Es una especie frecuente, se encuentra en bosques húmedos secundarios en sitios sombreados, en las zonas norcentral y atlántica; a una altitud de 10–800 metros; fl y fr dic–abr; en América tropical.

## Taxonomía
Piper arboreum fue descrita por Jean Baptiste Christophore Fusée Aublet y publicado en Histoire des Plantes de la Guiane Françoise 1: 23. 1775.
Variedades aceptadas
- Piper arboreum var. hirtellum Yunck.
- Piper arboreum subsp. holguinianum (Trel.) Saralegui
- Piper arboreum subsp. stamineum (Miq.) Borhidi

Sinonimia
- Artanthe geniculata (Sw.) Miq.
- Artanthe luschnathiana f. glabrata (Kunth) Miq.
- Artanthe luschnathiana var. glabrata (Kunth) Miq.
- Artanthe macrophylla (Kunth) Miq.
- Artanthe macrophylla (Sw.) Griseb.
- Artanthe macrophylla f. latifolia Miq.
- Artanthe nitida (Sw.) Miq.
- Artanthe verrucosa Griseb.
- Artanthe xestophylla Miq.
- Artanthe xestophylla var. latifolia Miq.
- Artanthe xylopioides Miq.
- Piper barriosense Trel. & Standl.
- Piper claudicans Trel.
- Piper corozalanum Trel.
- Piper crassicaule Trel.
- Piper falcifolium Trel.
- Piper geniculatum Sw.
- Piper laevibracteum Trel.
- Piper luschnathianum Kunth
- Piper macrophyllum Kunth
- Piper macrophyllum Sw.
- Piper nitidum Sw.
- Piper nodulosum Link
- Piper obumbratifolium Trel.
- Piper perinaequilongum Trel.
- Piper subnudibracteum C.DC.
- Piper subnudispicum Trel.
- Piper tuberculatum var. allenii Trel.
- Piper verrucosum Sw.
- Piper xylopioides Kunth
- Schilleria macrophylla Kunth
- Steffensia geniculata (Sw.) Kunth
- Steffensia luschnathiana f. glabrata Kunth
- Steffensia nitida (Sw.) Kunth
- Steffensia verrucosa (Sw.) Kunth
- Steffensia xylopioides Kunth[4]